# Réseau interurbain de l'Aisne
Le réseau interurbain de l'Aisne est le réseau de transport interurbain du département de l'Aisne.
Depuis le 1er septembre 2017, la région des Hauts-de-France est l'autorité organisatrice des transports interurbains et scolaires.

## Présentation
Le réseau interurbain de l'Aisne dessert toutes les communes du département de l'Aisne ainsi que certaines communes des départements limitrophes (Nord, Marne, Somme, et Oise).
Le 1er août 2022, les lignes du réseau sont renumérotées afin d'harmoniser la numérotation à l'échelle régionale. Les lignes régulières sont numérotées de 500 à 599, les lignes à vocation scolaires et les lignes RPI sont renumérotées de 5000 à 5999.

## Réseau actuel

### Lignes régulières
Ces lignes sont numérotées de 500 à 599.

### Lignes à vocation scolaire
Ces lignes sont numérotées de 5000 à 5999.

## Tarification et financement
Le réseau interurbain est accessible avec un ticket au prix de 1 € permettant de voyager durant 2 heures et d'effectuer des correspondances. Des abonnements mensuels et annuels sont également proposés au tarif de 30 € et 300 € respectivement. Une tarification sociale avec des abonnements à prix réduits existe et est accessible sous conditions. Enfin, le réseau est gratuit pour les jeunes de moins de 26 ans le week-end et durant les vacances scolaires. Les abonnements sont chargés sur une carte Pass Pass.

## Accessibilité
Afin d'accueillir les personnes à mobilité réduite, tous les autocars sont équipés d'un système d'information voyageurs sous forme d'annonces sonores et visuelles.

## Réseaux connexes

### Bus
- Bus Pastel (Saint-Quentin)
- TUL (Laon)
- TUS (Soissons)
- Lyneo (Chauny, Tergnier, La Fère)
- Fablio (Château-Thierry)
- Villéo-Retzéo (Villers-Cotterêts)
- Grand Reims Mobilités (Reims)

### Cars
- Arc-en-Ciel 3
- Arc-en-Ciel 4
- Réseau Oise
- Trans'80
- Fluo Grand Est 08
- Flixbus
- BlaBlaCar Bus

### Trains
- TER Hauts-de-France
- TER Grand Est
- Ligne P du Transilien